# 赫頓鎮區 (伊利諾伊州科爾斯)
赫頓鎮區（英語：Hutton Township）是位於美國伊利諾伊州科爾斯縣的一個行政鎮區。

## 地方資料
根據2010年美國人口普查的數據，赫頓鎮區的面積為141.50平方千米，當中陸地面積為141.00平方千米，而水域面積為0.40平方千米。當地共有人口892人，而人口密度為每平方千米6.3人。